# باولو كونتي (لاعب كرة قدم)
باولو كونتي (بالإيطالية: Paolo Conti)‏ حارس مرمى ايطالي (مواليد 1 أبريل 1950) . يلعب مع منتخب إيطاليا لكرة القدم. سبق له أن لعب في كأس العالم لكرة القدم مع منتخب بلاده.

## مسيرته الكروية
لعب باولو كونتي خلال مسيرته الاحترافية مع 8 أندية في عشرون موسمًا ولم يسجل خلالها أي هدف ضمن 428 مباراة. حيث فاز في موسم واحد بالكأس ولم يفز بأي دوري.
خاض باولو كونتي مسيرته مع ASD Riccione 1929 ‏ في موسم 1968–69 ولمدة موسمين، مشاركًا في 65 مباراة ولم يسجل أي هدف. ثم انتقل إلى نادي مودينا في موسم 1970–71 ولمدة موسمين، حيث شارك في 50 مباراة ولم يسجل أي هدف أيضًا. لينتقل بعدها إلى نادي أريتسو في موسم 1972–73 لمدة موسم واحد، مشاركًا في 32 مباراة ولم يسجل أي هدف أيضًا. ثم انتقل إلى نادي روما في موسم 1973–74 ليلعب معه سبعة مواسم، مشاركًا في 175 مباراة ولم يسجل أي هدف أيضًا. هذا وانتقل لاحقًا إلى نادي هيلاس فيرونا في موسم 1980–81 لمدة موسم واحد، مشاركًا في 31 مباراة ولم يسجل أي هدف أيضًا. ثم انتقل بعدها إلى نادي سامبدوريا في موسم 1981–82 ولمدة موسمين، مشاركًا في 39 مباراة ولم يسجل أي هدف أيضًا. ليعود وينتقل من جديد، لكن هذه المرة إلى نادي باري في موسم 1983–84 لمدة موسم واحد، مشاركًا في 34 مباراة ولم يسجل أي هدف أيضًا. لينتقل بعدها إلى نادي فيورنتينا في موسم 1984–85 ليلعب معه أربعة مواسم، مشاركًا في مباراتين ولم يسجل أي هدف أيضًا.

## اقرأ أيضاً
- دينو زوف
- لورينزو بوفون

## روابط خارجية
- باولو كونتي على موقع الاتحاد الدولي (مؤرشف)  (الإنجليزية)
- باولو كونتي على موقع قاعدة بيانات كرة القدم.إي يو (الإنجليزية)
- باولو كونتي على موقع ناشيونال فوتبول تيمز (الإنجليزية)
- باولو كونتي على موقع عالم كرة القدم.نت (الإنجليزية)